# Яворська Тетяна Іванівна
Тетя́на Іва́нівна Яво́рська (6 грудня 1963) — доктор економічних наук, професор кафедри підприємництва, торгівлі та біржової діяльності Таврійського державного агротехнологічного університету.

## Біографія
Тетяна Яворська народилася 6 грудня 1963 року в селі Бояни Новоселицького району Чернівецької області.
Розпочала кар'єру в Таврійській державній агротехнічній академії в 1994 році на посаді асистента кафедри управління в агропромисловому комплексі, після закінчення аспірантури в Інституті аграрної економіки імені О. Г. Шліхтера.
18 листопада 1994 року Тетяна Іванівна отримала науковий ступінь кандидата економічних наук рішенням спеціалізованої вченої ради інституту аграрної економіки Української академії аграрних наук.
У 1995 році була призначена на посаду старшого викладача кафедри аграрного менеджменту, а в 1998 році — на посаду доцента тієї ж кафедри.
У листопаді 1999 року була призначена завідувачем кафедри економіки підприємств.
У квітні 2001 року рішенням Атестаційної колегії їй присвоєно вчене звання доцента.
З 2002 по 2008 рік була деканом економічного факультету.
У 2008 році отримала переведена на посаду доцента кафедри економіки підприємства.
З 1 квітня 2009 року по 31 березня 2012 рік навчалася в докторантурі з відривом від виробництва за спеціальністю 08.00.04 «Економіка та управління підприємствами», «Економіка сільського господарства і агропромислового комплексу» Інституту аграрної економіки Української академії аграрних наук.
У липні 2012 року її призначено на посаду професора кафедри економіки підприємств.
У листопаді 2012 року Тетяна успішно захистила докторську дисертацію. 1 березня 2013 року отримала науковий ступінь доктора економічних наук зі спеціальності «Економіка та управління підприємствами (за видами економічної діяльності)».
1 липня 2013 року була призначена завідувачем кафедри економіки підприємства, де працює і сьогодні.
За 19 років праці в університеті Тетяна Іванівна опублікувала монографію та розділи монографій, а також понад 70 наукових статей у фахових виданнях. Тетяна Іванівна користується великою повагою серед професорсько-викладацького складу та студентів університету. Її праця 42 рази була відзначена ректоратом в наказах по університету.

## Нагороди
Нагороджена відзнакою Міністерства аграрної політики України «Відмінник аграрної освіти та науки ІІІ ступеня» та «Відмінник аграрної освіти та науки ІІ ступеня», цінним подарунком Верховної Ради України, Подякою Міністра аграрної політики та продовольства України.